# Mooseocoot
Mooseocoot är ett reservat i Kanada.   Det ligger i provinsen Manitoba, i den östra delen av landet, 1 800 km nordväst om huvudstaden Ottawa. Mooseocoot ligger vid sjön Moose Nose Lake.
I omgivningarna runt Mooseocoot växer i huvudsak barrskog. Runt Mooseocoot är det mycket glesbefolkat, med 2 invånare per kvadratkilometer.